# Kimi Antonelli
Andrea Kimi Antonelli (Bologna, 25 augustus 2006), beter bekend als Kimi Antonelli is een Italiaans autocoureur. Vanaf 2019 maakt hij deel uit van het Mercedes Junior Team, het opleidingsprogramma van het Formule 1-team van Mercedes. In 2022 werd hij kampioen in zowel het Italiaans als het ADAC Formule 4-kampioenschap. In 2023 behaalde hij de titel in het Formula Regional Middle East Championship en het Formula Regional European Championship. Vanaf 2025 rijdt hij in de Formule 1 voor het team van Mercedes.

## Carrière

### Karting
Antonelli begon zijn autosportcarrière op zevenjarige leeftijd in het karting. Hij kende een succesvolle periode, waarin hij dertien titels in zeven jaar veroverde. Zo won hij de Easykart International Grand Final, de South Garda Winter Cup, de WSK Champions Cup, de WSK Super Master Series en de WSK Euro Series. In 2019 maakte hij deel uit van het kartteam van voormalig Formule 1-wereldkampioen Nico Rosberg. Datzelfde jaar trad hij toe tot het Mercedes Junior Team, het opleidingsprogramma van het Formule 1-team van Mercedes. In zowel 2020 als 2021 werd hij Europees kampioen karting.

### Formule 4

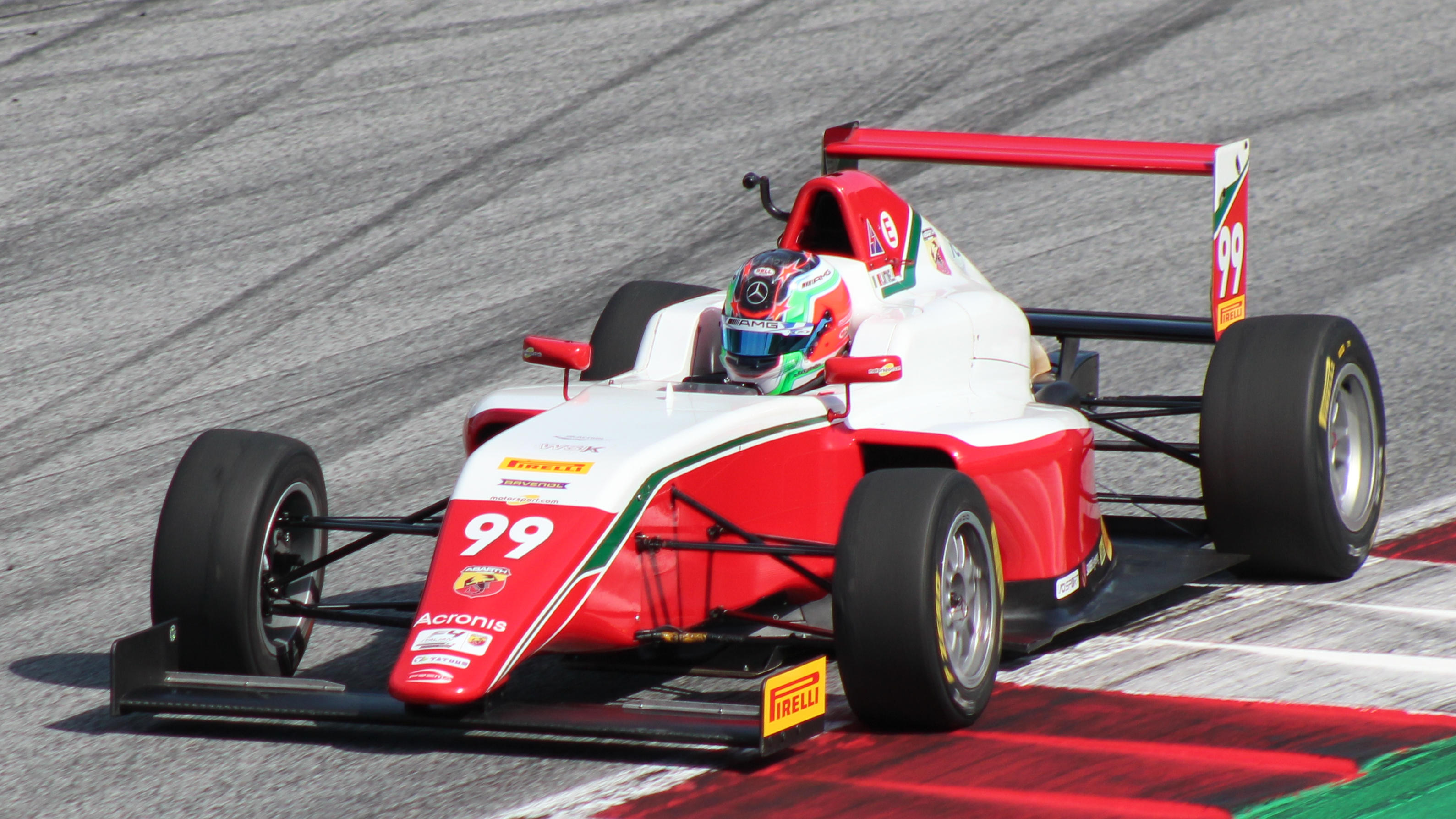
Andrea Kimi Antonelli op de Red Bull Ring in 2021.

In 2021, enkele weken na zijn vijftiende verjaardag, debuteerde Antonelli in het formuleracing in het Italiaans Formule 4-kampioenschap tijdens het vijfde raceweekend op de Red Bull Ring voor het Prema Powerteam. In zijn eerste race eindigde hij al als beste rookie. In het laatste raceweekend op het Autodromo Nazionale Monza behaalde hij drie podiumfinishes. Alhoewel hij meer dan de helft van het seizoen miste, werd hij met 54 punten tiende in het klassement.
In 2022 begon Antonelli het seizoen in het Formule 4-kampioenschap van de Verenigde Arabische Emiraten bij Prema. Hij nam deel aan twee van de vijf raceweekenden, maar behaalde hierin wel twee zeges op het Yas Marina Circuit en drie andere podiumplaatsen.
Vervolgens nam hij voor Prema deel aan zowel het Italiaans als het ADAC Formule 4-kampioenschap. In het Italiaans kampioenschap won hij dertien van de twintig races, waaronder alle drie de races in de weekenden op het Circuit de Spa-Francorchamps, het Autodromo Vallelunga en het Circuit Mugello. Met 362 punten werd hij overtuigend gekroond tot kampioen in de klasse. In het ADAC-kampioenschap moest hij het raceweekend op de Lausitzring missen. Hij won negen van de vijftien races waar hij aan deelnam, waaronder alle drie de races op de Hockenheimring Baden-Württemberg. Met 313 punten werd hij ook in deze klasse kampioen.
Hij sloot het seizoen af in de F4 Cup van de FIA Motorsport Games en won zowel de kwalificatie- als de hoofdrace, ondanks een gebroken pols die hij opliep bij een ongeluk in de kwalificatie.

### Formule Regional

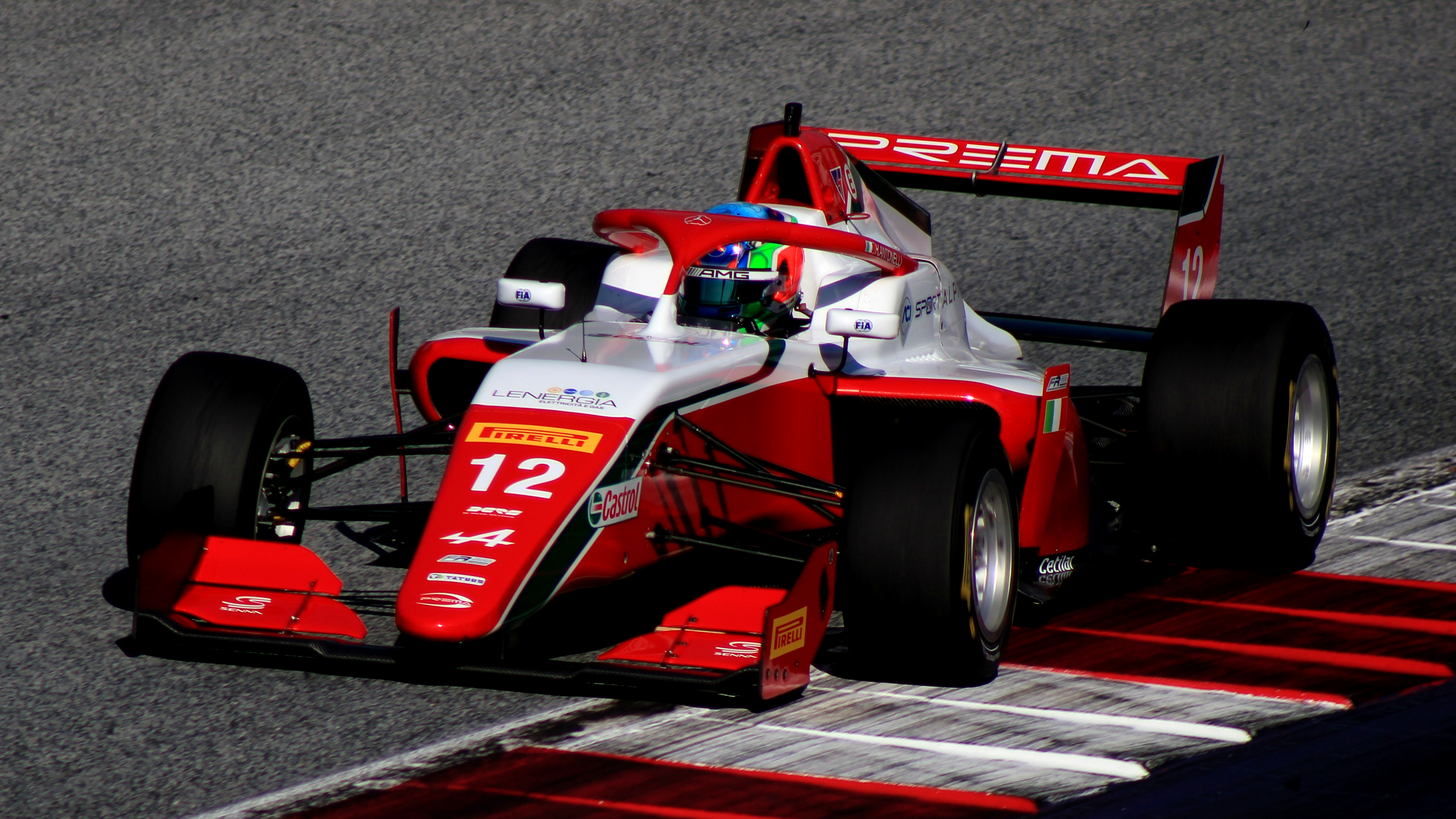
Andrea Kimi Antonelli op de Red Bull Ring in 2023.

In 2023 begon Antonelli het seizoen in het Formula Regional Middle East Championship, waarin hij voor Mumbai Falcons Racing Limited reed. In de eerste twee raceweekenden op het Dubai Autodrome en het Kuwait Motor Town behaalde hij drie tweede plaatsen, voordat hij in het daaropvolgende weekend, eveneens in Koeweit, zijn eerste twee zeges behaalde. In het volgende weekend op Dubai voegde hij hier een derde zege aan toe en hij sloot het seizoen af met een podiumplaats op het Yas Marina Circuit. Met 192 punten werd hij gekroond tot kampioen in de klasse.
Hierna stapte hij over naar het Formula Regional European Championship, waarin hij voor Prema uitkwam. In de eerste twee weekenden op het Autodromo Internazionale Enzo e Dino Ferrari en het Circuit de Barcelona-Catalunya behaalde hij drie podiumfinishes, voordat hij op Spa zijn eerste overwinning behaalde. In de twee volgende weekenden op Mugello en het Circuit Paul Ricard wist hij ook te winnen. Ook op Monza en het Circuit Zandvoort behaalde hij zeges. Uiteindelijk werd hij met 300 punten kampioen.

### Formule 2
In 2024 sloeg Antonelli de normaal gesproken volgende stap op de autosportladder, het FIA Formule 3-kampioenschap, over en debuteerde hij in de Formule 2 bij Prema. Hij behaalde een sprintracewinst op Silverstone en een overwinning op de Hungaroring. Ook stond hij op het Baku City Circuit op het podium. Hij moest het laatste raceweekend op Yas Marina vanwege ziekte overslaan. Met 113 punten werd hij zesde in de eindstand.

### Formule 1
Op 29 augustus 2024 reed Antonelli voor het eerst een vrije training in de Formule 1 tijdens de Grand Prix van Italië. Hij zette een tijd neer van 1:23.955 en werd daarmee laatste.

Op 31 augustus 2024 werd bekend dat Antonelli in 2025 voor het Formule 1-team van Mercedes zal rijden.

Op 25 oktober kwam Antonelli weer in actie tijdens de eerste vrije training van de Grand Prix van Mexico-Stad. Hij reed een tijd van 1:19.200 en werd daarmee twaalfde.

Op 15 juni 2025 bij de Grand Prix van Canada behaalde Antonelli met een derde plek zijn eerste podium in de Formule 1.

## Formule 1-carrière

### Team
| Jaar/Jaren | Team     |
| ---------- | -------- |
| 2025       | Mercedes |

### Statistiek
Onderstaande tabel is bijgewerkt tot en met de  Grand Prix van Hongarije 2025.
|                       | 2025 * | Totaal         |
| --------------------- | ------ | -------------- |
| Aantal races          | 13 *   | 13 (13 starts) |
| Aantal zeges          | 0 *    | 0              |
| Aantal pole-positions | 0 *    | 0              |
| Aantal snelste rondes | 2 *    | 2              |
| Aantal podiumplaatsen | 1 *    | 1              |
| Aantal WK-punten      | 63 *   | 63             |
| Eindstand WK          | 7 *    |                |

* Seizoen loopt nog.

### Formule 1-resultaten
| Kleur  | Resultaat                       |
| ------ | ------------------------------- |
| Goud   | Winnaar                         |
| Zilver | Tweede plaats                   |
| Brons  | Derde plaats                    |
| Groen  | Gefinisht (punten behaald)      |
| Blauw  | Gefinisht (geen punten behaald) |
| Blauw  | Niet geklasseerd (NC)           |
| Paars  | Uitgevallen (DNF)               |
| Rood   | Niet gekwalificeerd (DNQ)       |

| Kleur   | Resultaat                              |
| ------- | -------------------------------------- |
| Zwart   | Gediskwalificeerd (DSQ)                |
| Wit     | Niet gestart (DNS)                     |
| Blanco  | Gewond (INJ)                           |
| Blanco  | Uitgesloten (EX)                       |
| Blanco  | Teruggetrokken (WD) / Niet deelgenomen |
| 1, 2, 3 | Sprint positie (punten behaald)        |
| P       | Poleposition                           |
| S       | Snelste ronde                          |

| Jaar  | Inschrijving                           | Chassis          | Motor                                | 1     | 2      | 3      | 4      | 5     | 6      | 7       | 8      | 9       | 10    | 11      | 12      | 13      | 14     | 15    | 16     | 17    | 18    | 19    | 20     | 21    | 22    | 23    | 24    | Pos | Punten |
| ----- | -------------------------------------- | ---------------- | ------------------------------------ | ----- | ------ | ------ | ------ | ----- | ------ | ------- | ------ | ------- | ----- | ------- | ------- | ------- | ------ | ----- | ------ | ----- | ----- | ----- | ------ | ----- | ----- | ----- | ----- | --- | ------ |
| 2024  | Mercedes-AMG Petronas Formula One Team | Mercedes AMG W15 | Mercedes-AMG F1 M15 E Performance V6 | BHR 0 | SAR 0  | AUS 0  | JPN 0  | CHN 0 | MIA 0  | EMI 0   | MON 0  | CAN 0   | SPA 0 | OOS 0   | GBR 0   | HON 0   | BEL 0  | NED 0 | ITA TC | AZE 0 | SIN 0 | VST 0 | MXS TC | SAP 0 | LSV 0 | QAT 0 | ABU 0 | –   | –      |
| 2025* | Mercedes-AMG Petronas Formula One Team | Mercedes AMG W16 | Mercedes-AMG F1 M16 E Performance V6 | AUS 4 | CHN 76 | JPN 6S | BHR 11 | SAR 6 | MIA 76 | EMI DNF | MON 18 | SPA DNF | CAN 3 | OOS DNF | GBR DNF | BEL 16S | HON 10 | NED 0 | ITA 0  | AZE 0 | SIN 0 | VST 0 | MXS 0  | SAP 0 | LSV 0 | QAT 0 | ABU 0 | 7*  | 63*    |

- * Seizoen loopt nog.

### Formule 1-records
| Record                                           | Record             | Wanneer behaald                         | Details                                                                       | Ref.  |
| ------------------------------------------------ | ------------------ | --------------------------------------- | ----------------------------------------------------------------------------- | ----- |
| Jongste coureur die leider van een Grand Prix is | 18 jaar, 225 dagen | 6 april 2025, Grand Prix van Japan 2025 | Oude record: 18 jaar, 228 dagen, Max Verstappen (Grand Prix van Spanje 2016)  | [ 4 ] |
| Jongste coureur met een snelste ronde            | 18 jaar, 225 dagen | 6 april 2025, Grand Prix van Japan 2025 | Oude record: 19 jaar, 44 dagen, Max Verstappen (Grand Prix van Brazilië 2016) | [ 5 ] |